# Super Andrija
Super Andrija je stambeni neboder u Zagrebu. Nalazi se u Novom Zagrebu, u gradskom naselju Siget. Jedan je od najvećih stambenih nebodera u Zagrebu, ali i u cijeloj Hrvatskoj.

## Porijeklo imena
Nesvakidašnje ime koje zgrada neslužbeno nosi nema točno određeno porijeklo. Mnogi bivši i sadašnji stanari navode razne podatke, od onih da zgrada ime nosi po jednom od poginulih radnika koji ju je gradio, preko hit pjesme „Andrija (super momak)“ iz 1962., pa sve do toga da je dobila ime po svom bivšem stanaru Andriji Aksentijeviću, koji je bio visokopozicionirani službenik u Jugoslavenskoj narodnoj armiji. Među Zagrepčanima je najčešće kružila informacija da se u projektu ta zgrada zvala „Super Blok“, no s obzirom na to da je glavni projektant imenom Andrija Čavajda preminuo tijekom izgradnje, zgrada je njemu u čast dobila ime „Super Andrija“. Nijedan od navoda nikada nije službeno potvrđen.

## Gradnja
Zgrada je izgrađena početkom 1973. godine. Djelo je arhitekta Miroslava Cantinellija, a radove je obavila tvrtka Industrogradnja. Kao neformalni uzor Super Andriji navodi se Unite d'Habitation, velika stambena zgrada u Berlinu građena od 1946. do 1952., arhitekta Le Corbusiera. Međutim, stambeni neboderi slični Super Andriji postoje i u Beču, pod nazivom Alt Erlaa.

## Tehničke karakteristike
Neboder ima 14 katova, 3 ulaza, 9 dizala te 488 stanova. Iako se izvana čini velik i nezgrapan, iznutra je sasvim pristojno uređen te je ugodan za život. Svaki kat ima nekoliko prozora kroz koje seže pogled na zapadni i istočni dio Novog Zagreba. U blizini zgrade nalazi se veliko otvoreno parkiralište za stanare, dok su u prizemlju smješteni manji poslovni prostori.

## Odraz u glazbi
Zagrebački rock sastav "Ilijini sinovi" skladao je pjesmu o istoimenoj zgradi pod istim nazivom.

## Galerija
- Arhitektonski detalji, istočno pročelje Super Andrije.
- Arhitektonski detalji, zapadno pročelje.
- Pilon, zapadno pročelje.
- Pogled sa Super Andrije prema stadionu nogometnog kluba Hrvatski dragovoljac. U pozadini vide se Mamutica te odlagalište otpada Jakuševec.
- Pogled sa Super Andrije prema Zagrebačkoj Areni.

## Vanjske poveznice
|  | Zajednički poslužitelj ima još gradiva o temi Super Andrija |